# Pioneer 10
Pioneer 10 est une sonde spatiale américaine lancée en 1972, ayant pour mission de faire une première reconnaissance de planètes du Système solaire externe. Suivie par sa jumelle Pioneer 11, elle est ainsi le premier véhicule spatial à traverser la ceinture d'astéroïdes (1972), à effectuer un survol de la planète Jupiter (1973), puis à atteindre la vitesse de libération nécessaire pour quitter le Système solaire. Les données et photos collectées par les onze instruments embarqués permettent de lever certaines des inquiétudes des concepteurs des sondes du programme Voyager, beaucoup mieux équipées et lancées cinq années plus tard pour réaliser une étude détaillée de Jupiter, Saturne et leurs satellites.
La sonde de 258 kg est développée par la NASA dans le cadre du programme Pioneer et lancée le 2 mars 1972 par une fusée Atlas-Centaur D. En 1983, elle franchit l'orbite de la planète Neptune, la dernière planète du Système solaire, et s'éloigne depuis en direction de l'étoile Aldébaran qu'elle atteindra dans deux millions d'années. Pioneer 10 est la première sonde spatiale équipée d'un générateur thermoélectrique à radioisotope (RTG), qui lui permet de s'affranchir de l'énergie solaire — très réduite aux distances des planètes supérieures — pour sa production d'énergie. Le dernier contact avec ce précurseur est établi le 23 janvier 2003.

## Contexte

### Projets américains d'exploration des planètes supérieures dans les années 1960
Au début de l'ère spatiale, dans la première moitié de la décennie 1960, les missions d'exploration du Système solaire menées par la NASA, l'agence spatiale américaine, se concentrent sur la Lune et les deux planètes les plus proches de la Terre : Mars et Vénus. À la suite de leurs premiers succès, les trois centres spatiaux de la NASA impliqués dans les missions interplanétaires — le centre de recherche Ames, le centre de vol spatial Goddard et le Jet Propulsion Laboratory — étudient des missions visant des objectifs plus éloignés. Le centre de recherche Ames lance dans les années 1960 plusieurs petites sondes spatiales (Pioneer 6 à 9) qui étudient le milieu interplanétaire à proximité de la Terre. Fort du succès rencontré, le centre Ames débute la conception de deux nouvelles sondes spatiales, Pioneer F et Pioneer G, avec un programme similaire (étude du vent solaire, du rayonnement cosmique et autres caractéristiques du milieu interplanétaire), mais qui doivent s'éloigner jusqu'à une distance de quatre unités astronomiques du Soleil, soit quatre fois la distance Terre-Soleil. À la même époque, le centre Goddard étudie la mission Galactic Jupiter Probe, dont les objectifs comprennent l'étude de la ceinture d'astéroïdes et de l'environnement autour de la planète Jupiter. La sonde spatiale chargée de cette mission a recours pour la première fois dans une mission interplanétaire à un générateur thermoélectrique à radioisotope (RTG), qui utilise la chaleur dégagée par la désintégration du plutonium pour produire l'énergie qui lui est nécessaire. En effet, à grande distance du Soleil, les panneaux solaires, compte tenu du rendement obtenu à l'époque, ne sont plus une solution viable. Le centre Goddard propose de construire quatre sondes spatiales lancées par paires, pour un budget total de 100 millions de dollars américains. Le JPL, qui a rencontré un énorme succès avec ses sondes spatiales Mariner, propose de son côté la mission Navigator, un projet de sonde spatiale particulièrement ambitieux, avec une masse de 1 000 kg et un ensemble très complet d'instruments scientifiques. Ce projet est remplacé par le programme Grand Tour, qui propose d'utiliser une trajectoire mise au point par l'ingénieur Gary Flandro, exploitant une conjonction exceptionnelle des planètes supérieures qui ne se reproduit que tous les 176 ans. Celle-ci doit permettre à des sondes spatiales de survoler plusieurs de ces planètes pratiquement sans dépenser de carburant, uniquement en utilisant l'assistance gravitationnelle. Le projet du JPL n'est finalement pas retenu mais pose les fondations du programme Voyager, presque aussi ambitieux, dont le développement est lancé en juillet 1972.

### Sélection de la mission
L'Académie nationale des sciences des États-Unis produit à cette époque un rapport donnant une priorité maximale à l'étude de la planète Jupiter. Aussi, la NASA décide en 1967 de modifier l'objectif des missions Pioneer F et G pour y inclure l'étude de la planète géante et de rattacher celles-ci à sa division interplanétaire. L'agence spatiale annule par contre le projet Galactic Jupiter Probe du centre de vol spatial Goddard, car celui-ci est jugé trop coûteux et parce qu'il risque d'accaparer les ressources d'un établissement complètement mobilisé par le programme Apollo. Pour permettre aux sondes spatiales Pioneer de disposer de suffisamment d'énergie aux abords de Jupiter, éloignée de 5,2 ua du Soleil, elles utilisent les RTG envisagés par le centre Goddard. Un groupe de travail, baptisé Outer Space Panel et présidé par James Van Allen, définit les objectifs scientifiques qui seront assignés à ces missions, tandis que le centre spatial de la NASA définit les caractéristiques techniques des sondes spatiales. Le projet Pioneer Jupiter est lancé officiellement par la NASA en février 1969. La société TRW, qui a construit les autres sondes du programme Pioneer, est sélectionnée pour fabriquer les sondes Pioneer F et Pioneer G.

Construction et assemblage
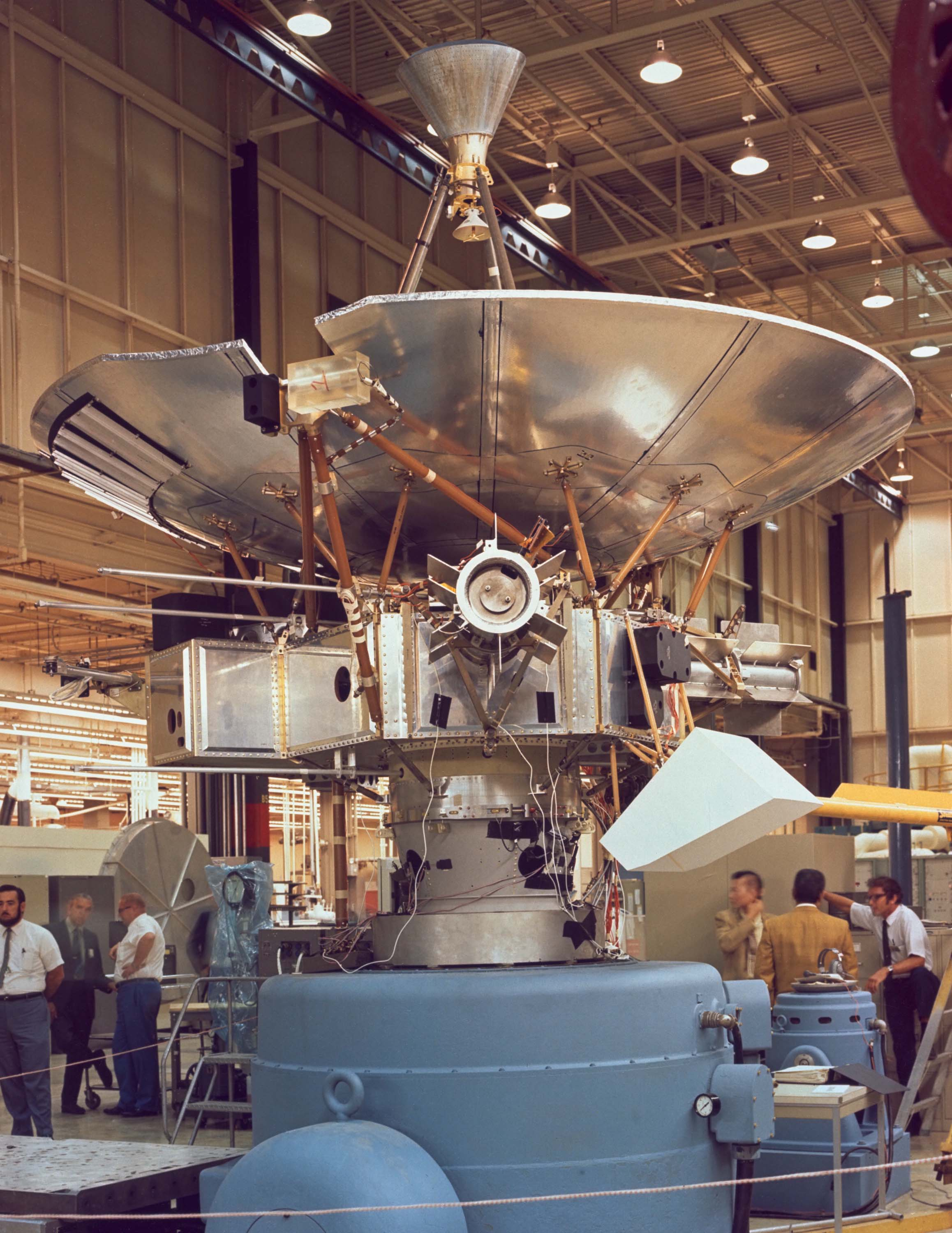
La phase finale de l'assemblage de Pioneer 10 dans l'usine du constructeur TRW.
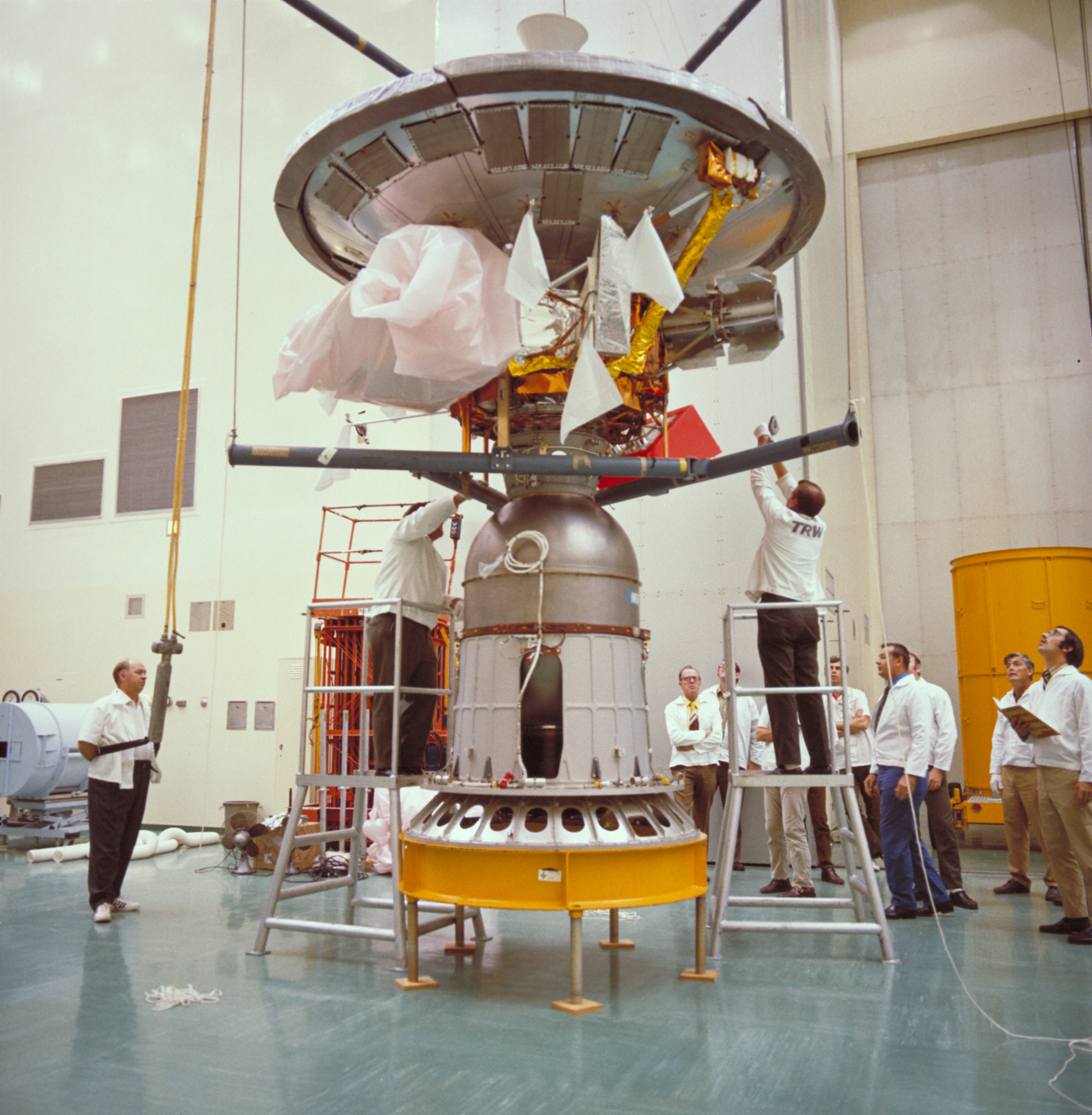
La sonde Pioneer 10 est fixée sur l'étage à propergol solide Star37E, qui doit lui imprimer une vitesse additionnelle au lancement.

### Construction
L'objectif de la mission des sondes spatiales Pioneer 10 et Pioneer 11 est d'étudier le milieu interplanétaire au-delà de l'orbite de la planète Mars, d'évaluer le risque de collision dans la ceinture d'astéroïdes et enfin d'étudier la planète Jupiter et son environnement. Les expériences scientifiques embarquées sont sélectionnées parmi 150 propositions effectuées à fin des années 1960 et au début des années 1970. Les deux sondes spatiales suivent des trajectoires différentes : la première sonde spatiale Pioneer 10 doit jouer un rôle d'éclaireur en effectuant la première traversée de la ceinture d'astéroïdes qui s'étend au-delà de Mars, puis doit survoler Jupiter et ses lunes. De son côté, Pioneer 11, lancée un an plus tard, suit initialement la même trajectoire mais utilise ensuite l'assistance gravitationnelle de Jupiter pour se diriger vers Saturne et survoler cette planète. Pour placer en orbite la sonde spatiale, le lanceur Atlas-Centaur D est retenu. Celui-ci permet de placer un engin d'environ une tonne sur une orbite interplanétaire. La trajectoire retenue pour atteindre Jupiter est directe (pas de recours à l'assistance gravitationnelle des planètes inférieures). Pour atteindre Jupiter, le lanceur est surmonté par un troisième étage à propergol solide Star 37E (en) de 1 127 kg, qui fournit une poussée de 66,7 kilonewtons. Les sondes Pioneer-F et Pioneer-G sont lancées respectivement en 1972 et 1973 et baptisées après leur lancement Pioneer 10 et Pioneer 11. En 2001, le coût total du programme est évalué à 350 millions de dollars dont 200 millions pour le développement et 150 millions pour le lancement, la gestion opérationnelle et l'exploitation des résultats,.

## Déroulement de la missionPioneer 10
Pour le déroulement de la mission de la deuxième sonde du programme, voir Pioneer 11.

### Lancement

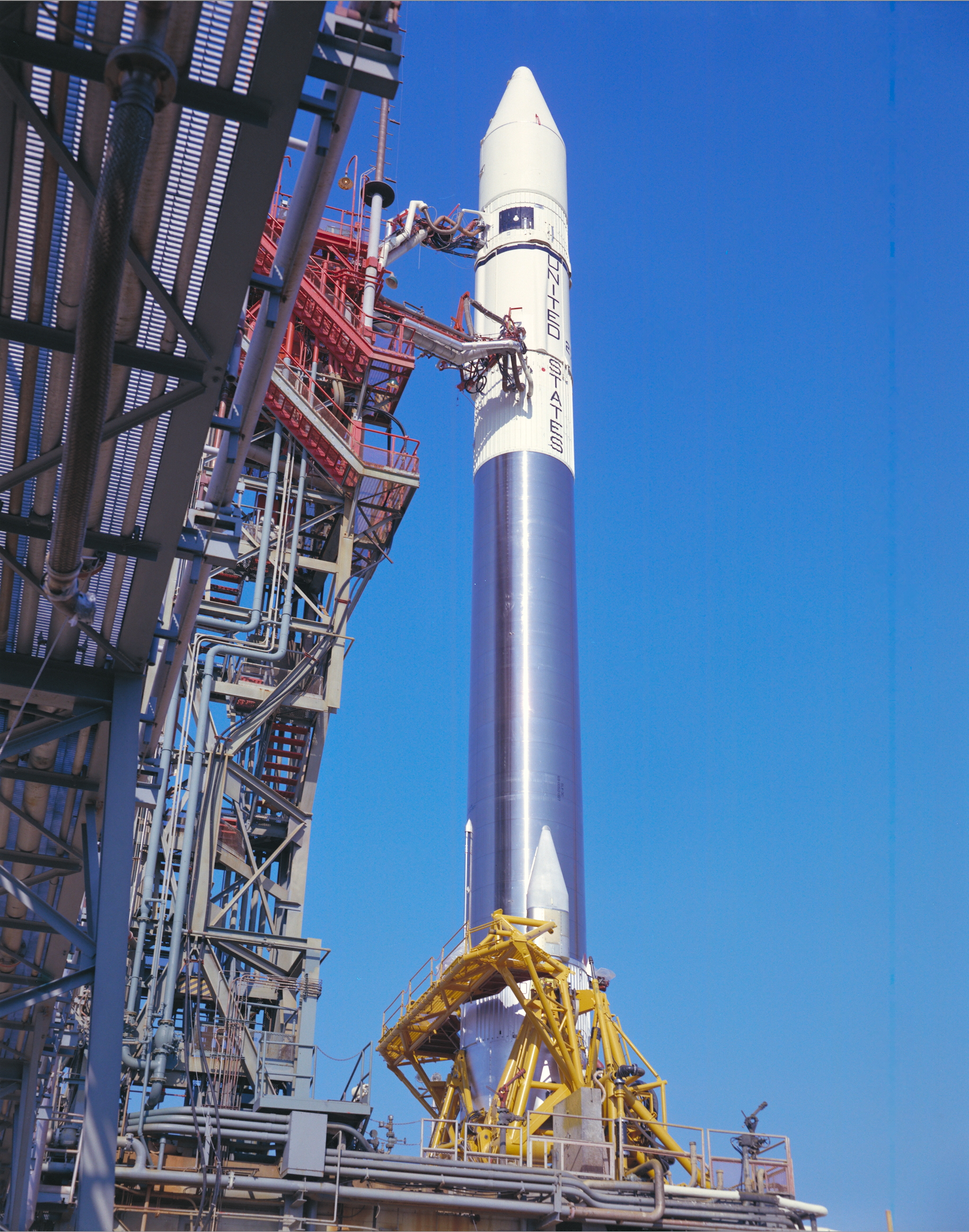
La sonde Pioneer 10 installée au sommet de son lanceur Atlas-Centaur (AC-27), peu avant son lancement.

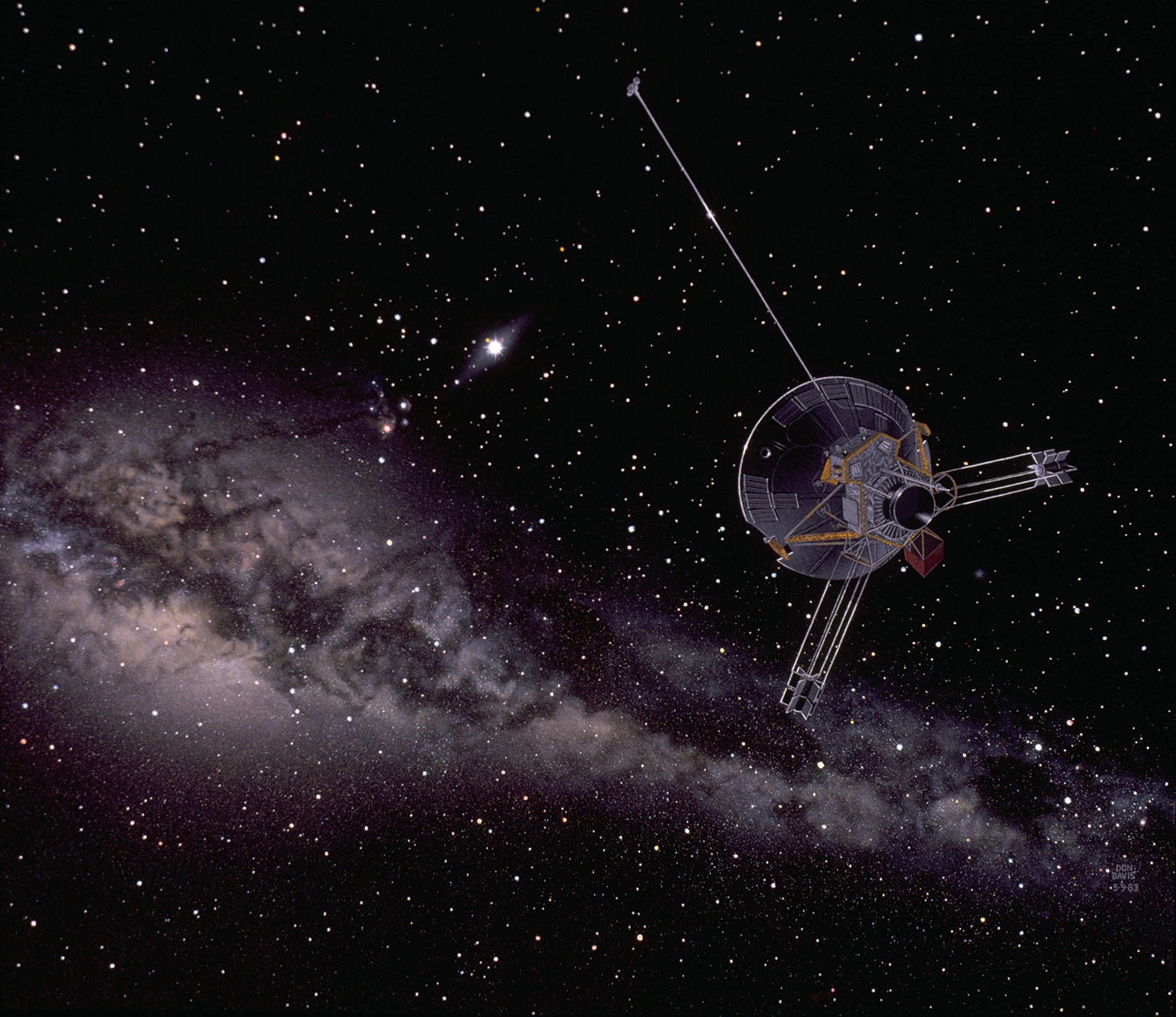
La sonde Pioneer 10 au niveau de l'orbite de Neptune, avec au loin le Soleil (vue d'artiste).

La fenêtre de lancement permettant le lancement de Pioneer 10 vers la planète Jupiter a une durée un peu supérieure à un mois et revient tous les treize mois. En 1972, elle s'ouvre le 25 février et se referme le 20 mars. La sonde spatiale Pioneer 10 est convoyée par avion depuis la Californie jusqu'à la base de lancement de Cap Canaveral en Floride en janvier 1972 et est préparée pour le lancement. Après deux tentatives avortées à cause de la vitesse du vent dans les couches supérieures de l'atmosphère, le lanceur Atlas-Centaur (AC-27) décolle le 2 mars 1972 depuis l'aire de lancement LC-36A (en). L'injection de la sonde spatiale sur sa trajectoire vers Jupiter est directe. Après avoir été largué par le lanceur, l'ensemble formé par l'étage supérieur Star 37E et la sonde spatiale est mis en rotation rapide (« spinné »), à 21 tours par minute, et le troisième étage est mis à feu durant 43 secondes avant d'être largué. Trente minutes après son lancement, les mâts servant de support au capteur du magnétomètre et aux générateurs thermoélectriques à radioisotope (RTG) sont déployés, faisant chuter la vitesse de rotation à 4,8 tours par minute. Pioneer 10, qui atteint une vitesse de 14,356 km/s (51 682 km/h) par rapport à la Terre, établit un nouveau record de vitesse et dépasse l'orbite de la Lune seulement onze heures après son lancement. La sonde spatiale est placée sur une orbite héliocentrique, dont l'apogée se situe à 5,97 unités astronomiques du Soleil et l'inclinaison orbitale par rapport au plan de l'écliptique est de 1.92°,.

### Franchissement de la ceinture d'astéroïdes
Durant les deux premières semaines du vol, le fonctionnement des instruments est vérifié. Deux corrections de la trajectoire sont effectuées le 7 mars (14 m/s) et le 26 mars (3,3 m/s). Durant le transit vers la planète Jupiter, qui va durer vingt mois, la sonde spatiale doit étudier le milieu interplanétaire, dont les caractéristiques n'ont jamais été mesurées au-delà de l'orbite de Mars. Celle-ci est dépassée au bout de trois mois (contre sept à dix mois pour les sondes vers Mars). Une des inconnues de ce vol concerne la traversée de la ceinture d'astéroïdes qui rassemble des millions d'astéroïdes entre les orbites de Mars et de Jupiter. Celle-ci est atteinte en juillet 1972. Les responsables du projet estiment la probabilité que la sonde spatiale soit détruite par un morceau d'astéroïde à 10 %, ce qui a contribué à justifier le lancement de deux sondes spatiales. En février 1973, Pioneer 10 traverse cette région de l'espace sans que les détecteurs de météorites ne signalent un quelconque impact significatif. La sonde spatiale passe à plusieurs millions de kilomètres de deux astéroïdes sans que ses instruments ne puissent recueillir d'informations,,.

### Survol de Jupiter
Une intensification des flux de particules est détectée à plus de 20 millions de kilomètres de la planète Jupiter, signalant son influence croissante sur l'environnement interplanétaire. À 6,4 millions de kilomètres, les instruments de Pioneer 10 mesurent une forte diminution de la vitesse du vent solaire et une élévation de la température liée à la traversée de l'onde de choc séparant la magnétosphère de la planète du milieu interplanétaire, dominé par le Soleil. La croissance du rayonnement ambiant durant les deux derniers jours de l'approche font craindre que l'électronique ne puisse survivre à l'approche finale, qui doit pourtant faire passer la sonde spatiale à « seulement » 200 000 km de la surface. Seize heures avant ce survol, Pioneer 10 passe à 1,42 million de kilomètres de la lune Callisto, puis, quatre heures plus tard, à 440 000 km de la lune Ganymède. Elle survole la lune Europe 6,4 heures avant sa rencontre avec la planète Jupiter en passant à 330 000 km. Le photopolarimètre parvient à photographier les trois lunes, mais la meilleure résolution spatiale qui est obtenue en photographiant Ganymède est seulement de 400 kilomètres et permet uniquement de distinguer une région sombre près du pôle sud et une région plus claire près du pôle nord. Le 3 décembre 1973, Pioneer 10 passe à 130 354 km du sommet des nuages de la planète géante à une vitesse de 35 km/s en prenant des photos. Dix minutes après ce survol, elle passe à seulement 30 000 km de la petite lune Amalthée, puis six minutes plus tard, la lune Io s'interpose durant près d'une minute entre la sonde spatiale et la Terre. Cette occultation voulue permet de déterminer par l'analyse des perturbations du signal radio qu'Io a une atmosphère de très faible densité (1/20000e de celle de la Terre) et une ionosphère qui culmine à 700 km. Le spectromètre ultraviolet détecte un nuage d'hydrogène présent sur l'orbite de Io. L'origine de ces émissions reste à l'époque non expliquée. Ce phénomène ne sera expliqué qu'après le survol de Io par Voyager 1, qui permettra de découvrir le volcanisme de la lune, un phénomène unique dans le Système solaire. Soixante-dix-huit minutes après son survol, Pioneer 10 passe dans l'ombre de Jupiter. Utilisant l'occultation résultante, les instruments découvrent des courants-jets dans l'atmosphère au niveau de pression 150 hectopascals, ainsi que des mouvements de convection. Le photomètre infrarouge fournit un profil de température très détaillé contredisant les mesures effectuées avec des instruments sur Terre. Les données confirment que Jupiter émet plus de chaleur qu'elle n'en reçoit. À un niveau de pression donnée, la température relevée est uniforme à 3 °C près de l'équateur au pôle de la planète géante. L'occultation radio permet de découvrir que l'ionosphère s'étend jusqu'à une altitude de 3 000 km. Entre le 6 novembre et le 1er décembre, la sonde spatiale prend 500 photos de l'atmosphère de Jupiter, dont certaines avec une résolution spatiale de 320 km. Les données recueillies durant cette traversée du système galiléen jouent un rôle important pour la conception des missions Voyager et Galileo qui suivent.

Trajectoire de Pioneer 10
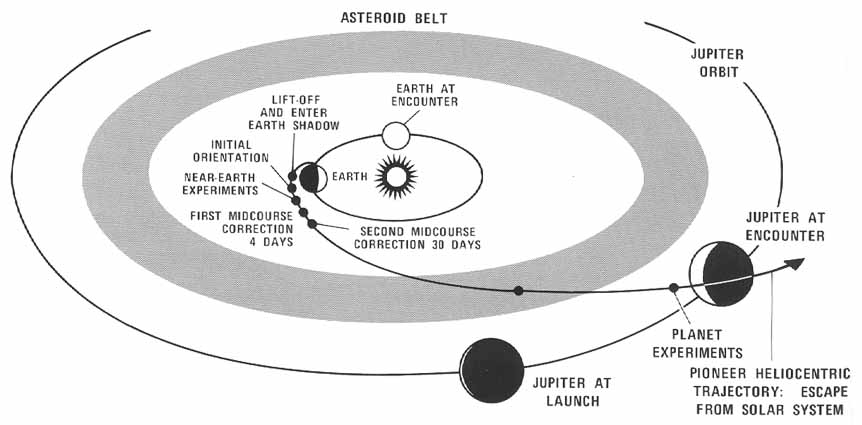
La trajectoire de Pioneer 10 dans le Système solaire.
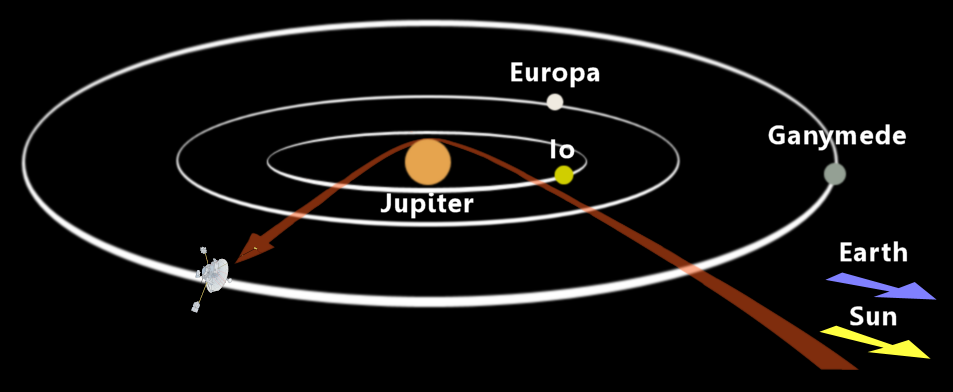
Le survol de la planète Jupiter.
Animation de la trajectoire de la sonde Pioneer 10 du 3 mars 1972 au 31 décembre 1975.

### Aux confins du Système solaire
En survolant la planète Jupiter, Pioneer 10 bénéficie de son assistance gravitationnelle. Celle-ci accroît sa vitesse suffisamment pour lui permettre de quitter à terme le Système solaire. La nouvelle trajectoire de la sonde spatiale la mène dans la direction opposée au déplacement du Soleil dans la galaxie. Pioneer 10 entame ainsi un périple qui doit la conduire aux alentours de l'étoile Aldébaran dans deux millions d'années. Une fois sortie de la magnétosphère de Jupiter, les instruments de Pioneer 10 commencent à étudier les particules du vent solaire et le rayonnement cosmique issu de notre galaxie. Le principal objectif est la recherche de l'héliopause, cette frontière qui délimite la zone d'influence du Soleil. Au lancement de Pioneer 10, la NASA estime que les antennes paraboliques à grande portée du Deep Space Network (DSN) permettent de capter le signal de radio faiblissant jusqu'au milieu des années 1980. Des améliorations considérables de ce réseau permirent de prolonger cette durée de près de quinze ans. Malheureusement, la sonde spatiale se dirigeant à l'opposé du déplacement du Système solaire n'arriva jamais jusqu'à l'héliopause, car celle-ci se trouve beaucoup plus loin du Soleil dans cette direction. La mission de la sonde est arrivée officiellement à son terme le 31 mars 1997, principalement pour des raisons budgétaires. Des contacts occasionnels sont pris en 2002 pour le 30e anniversaire de son lancement, Pioneer 10, malgré son âge et les conditions qu'elle a rencontrées, fonctionne encore (même si de nombreux systèmes sont arrêtés faute d'énergie, notamment). Le dernier contact avec la sonde, très faible, a eu lieu le 22 janvier 2003. La tentative de contact du 7 février 2003 est restée sans réponse, comme celle du 4 mars 2006. Lors de ces derniers contacts avec la sonde, sa vitesse est de plus de 44 000 km/h et elle est distante du Soleil de plus de 12 milliards de kilomètres. Malgré cela, elle ne détient pas le record de distance à la Terre, celui-ci appartenant à Voyager 1. Bien que partie plus tard, cette dernière détient ce record depuis février 1998 car sa vitesse relative par rapport au Soleil est sensiblement plus importante.

## Caractéristiques techniques

Schéma de Pioneer 10.

|                                                   | Pioneer 11                       | Voyager 1             | Cassini               |
| ------------------------------------------------- | -------------------------------- | --------------------- | --------------------- |
| Date lancement                                    | 1973                             | 1977                  | 1997                  |
| Objectifs                                         | Jupiter, Saturne                 | Jupiter, Saturne      | Jupiter, Saturne      |
| Type mission                                      | Survol                           | Survol                | Orbiteur¹             |
| Masse totale (instruments)                        | 276 kg (30 kg)                   | 826 kg (106 kg)       | 5 712 kg (362 kg)     |
| Puissance électrique                              | 155 watts                        | 470 watts             | 885 watts             |
| Contrôle d'attitude                               | Stabilisé par rotation (spinnée) | Stabilisée sur 3 axes | Stabilisée sur 3 axes |
| Débit télécom.²                                   | 512 bits/s                       | ~50 kilobits/s        | 166 kilobits/s        |
| Ordinateur de bord                                | Non                              | Oui                   | Oui                   |
| ¹Jupiter est survolé ² Débit au niveau de Saturne |                                  |                       |                       |

Pioneer 10 est une sonde spatiale de petite taille (selon les standards des années 2010) d'une masse de 276 kg, dont 29,6 kg d'instruments scientifiques et 27 kg de carburant (hydrazine). La sonde spatiale est stabilisée par rotation (« spinnée ») à une vitesse de 4,8 tours par minute. Pour ses corrections de trajectoire et le contrôle de son orientation, elle utilise des moteurs-fusées à ergols liquides de 1,5 à 6,2 newtons disposant d'une capacité d'accélération de 187,5 m/s. Son énergie est fournie par deux générateurs thermoélectriques à radioisotope (RTG), qui produisent une puissance électrique de 155 watts et dont l'usage constitue une première par un engin interplanétaire. La partie centrale de Pioneer 10 est constituée d'un boîtier hexagonal de 36 cm de haut et de 142 cm de diamètre avec six faces larges de 76 cm. Il contient le réservoir d'hydrazine utilisé par les propulseurs, huit des onze instruments scientifiques, ainsi que l'ensemble des équipements nécessaires au fonctionnement de la sonde spatiale. À la base du boitier se trouve l'adaptateur circulaire qui permet de fixer la sonde spatiale au sommet du dernier étage du lanceur Atlas-Centaur. Une grande antenne parabolique de 2,74 mètres de diamètre est fixée sur l'une des faces du boîtier. Elle permet de transmettre les données avec un débit compris entre 2 048 bits par seconde au niveau de la ceinture d'astéroïdes et 512 bits par seconde au niveau de Saturne. De l'antenne moyen gain installée au sommet de l'antenne parabolique jusqu'à l'antenne faible gain omnidirectionnelle installée à la base, la sonde spatiale mesure 2,7 mètres de haut. Chacun des deux générateurs thermoélectriques à radioisotope est fixé à l'extrémité d'un mât long de 3 mètres, qui le maintient à distance de l'électronique et des capteurs des instruments, évitant une perturbation des mesures réalisées par les capteurs. Les capteurs du magnétomètre sont fixés sur un mât long de 5,2 mètres pour les éloigner de la masse métallique de la sonde spatiale, qui perturbe également les mesures. Ces trois mâts sont en position repliée au lancement et déployés une fois la sonde spatiale en orbite. Comme les autres sondes spatiales de l'époque, la sonde spatiale ne dispose pas d'ordinateur de bord et elle ne peut qu'exécuter en séquence des instructions transmises par le contrôle sur Terre.

### Énergie
La sonde doit survoler la planète Jupiter, qui se situe à 5 unités astronomiques du Soleil. L'énergie fournie par ce dernier diminue comme le carré de la distance et est au niveau de la planète géante 25 fois inférieure à celle existant au niveau de l'orbite terrestre. La NASA choisit donc pour la première fois sur ses sondes spatiales de remplacer les panneaux solaires par des générateurs thermoélectriques à radio-isotope, qui tirent leur énergie de la désintégration radioactive du plutonium 238. La chaleur dégagée par le processus est transformée en électricité par des thermocouples. Pour pouvoir faire fonctionner tous ses systèmes, Pioneer 10 a besoin de 100 watts de puissance. Il emporte quatre RTG de type SNAP-19, qui fournissent chacun au lancement un peu moins de 39 watts, soit 155 watts en tout. Compte tenu de la demi-vie du plutonium 238, l'énergie fournie ne devait baisser que de 20 % après 29 ans (2001). Mais la dégradation des liaisons des thermocouples fera chuter la puissance électrique beaucoup plus rapidement : de 140 watts durant le survol de Jupiter, elle passe à 65 watts en 2005. Le modèle de RTG SNAP-19 est également utilisé sur les atterrisseurs de Mars du programme Viking. Pour éviter que le rayonnement interfère avec les capteurs des instruments scientifiques, les RTG sont installés deux par deux au bout de deux poutrelles longues de trois mètres et écartées de 120°.

### Télécommunications
Pioneer 10 utilise pour les télécommunications deux émetteurs-récepteurs redondants de huit watts de puissance. La sonde spatiale dispose d'une antenne parabolique grand gain fixe, d'une antenne cornet moyen gain et d'une antenne faible gain omnidirectionnelle. L'antenne parabolique grand gain, qui constitue l'élément le plus visible de la sonde spatiale, est attachée au corps de la sonde par trois poutrelles et a un diamètre de 2,74 mètres. Sa structure en nid d'abeilles est réalisée en aluminium. L'antenne moyen gain est fixée au-dessus de la parabole, tandis que l'antenne omnidirectionnelle se situe sur l'arrière de l'antenne grand gain. Le système de télécommunications permet de transmettre les données avec un débit de 2 048 bits par seconde durant son transit vers la planète Jupiter, mais seulement de 16 bits par seconde vers la fin de la mission.

### Contrôle d'attitude et correction de la trajectoire
La sonde spatiale est stabilisée par rotation avec un axe de rotation passant par le centre de l'antenne parabolique et le centre de la plate-forme. Elle est maintenue à l'aide de trois paires de moteurs-fusées à ergols liquides de 1,5 à 6,2 newtons de poussée brûlant de l'hydrazine, fixés sur le bord de l'antenne parabolique. La sonde spatiale emporte 27 kilogrammes de cet ergol, disposant alors d'une capacité d'accélération de 187,5 m/s. L'orientation est déterminée à l'aide de capteurs déterminant la position du Soleil et de l'étoile Canopus. Les moteurs-fusées peuvent fonctionner de manière continue, pour maintenir la vitesse de rotation cible de 4,8 tours par minute, ou par brèves impulsions. Durant les liaisons radio avec la Terre, l'axe de rotation de la sonde spatiale doit être pointé précisément vers la Terre. Pour contrôler l'orientation, l'antenne-source est légèrement décalée de l'axe de rotation de manière que le signal radio se mette à osciller en intensité si la sonde spatiale s'écarte de l'alignement avec la Terre. Un système baptisé CONSCAN (Conical Scan) exploitant cette donnée maintient le pointage de l'antenne à moins de 0.3° de la direction de la Terre. La mise en œuvre de la propulsion est toutefois contrôlée par la station sur Terre.

### Déclenchement des opérations à bord
Comme les sondes spatiales qui les ont précédées, les sondes spatiales Pioneer 10 et Pioneer 11 ne disposent pas d'ordinateur de bord. Les opérations (mise en marche des instruments scientifiques, modification de la trajectoire...), sont déclenchées par des commandes envoyées depuis la Terre. Pour les phases critiques, cinq commandes peuvent être enregistrées à l'avance. La contrainte associée est que l'ensemble des opérations à exécuter doivent être préparées plusieurs mois à l'avance.

### Plaque de Pioneer

La plaque de Pioneer 10.

Pioneer 10 est la première sonde spatiale à quitter le Système solaire et à se diriger vers d'autres étoiles. À l'initiative d'Eric Burgess (en), Carl Sagan et son épouse Linda Salzman Sagan (en) ont conçu un message destiné à communiquer des informations sur l'origine de la sonde spatiale à un hypothétique représentant d'une intelligence extraterrestre rencontré sur son chemin. Le message, gravé sur une plaque d'aluminium dorée, fait figurer des représentations d'un homme, d'une femme, du Système solaire (avec la trajectoire approximative de la sonde) et d'un atome d'hydrogène.

## Objectifs et instruments scientifiques

### Étude du milieu interplanétaire entre Mars et Jupiter
Le premier objectif de la mission de Pioneer 10 est de recueillir des données sur le milieu interplanétaire entre l'orbite de la planète Mars et celle de la planète Jupiter, resté jusque-là inexploré. Les instruments qui doivent remplir ces objectifs mesurent les particules, les champs magnétiques et le rayonnement cosmique. Un photopolarimètre réalise des images et analyse la lumière diffuse. La sonde spatiale doit :
- mesurer le champ magnétique dans le milieu interplanétaire ;
- déterminer comment le vent solaire est affecté par la distance au Soleil ;
- mesurer le rayonnement cosmique issu du Système solaire et celui venant de l'extérieur de celui-ci ;
- rechercher la région de transition de l'héliosphère qui marque la limite de l'influence du Soleil ;
- mesurer la quantité d'hydrogène neutre dans le milieu interplanétaire ;
- préciser la distribution de la poussière dans le milieu interplanétaire ;
- déterminer la taille, la masse, la direction et la vitesse des petites particules présentes dans la ceinture d'astéroïdes.

### Étude du système jovien
| Instrument               | Constructeur                                 | Masse   | Consommation électrique |
| ------------------------ | -------------------------------------------- | ------- | ----------------------- |
| Magnétomètre             | NASA / JPL                                   | 2,6 kg  | 5,02 watts              |
| Analyseur plasma         | NASA / Ames                                  | 5,5 kg  | 4 watts                 |
| Analyseur particules     | Université de Chicago                        | 3 kg    | 2,4 watts               |
| Rayonnement cosmique     | NASA / Goddard                               | 3,2 kg  | 2,2 watts               |
| Compteur Geiger          | Université de l'Iowa                         | 1,6 kg  | 0,7 watt                |
| Détecteur de radiations  | Université de Californie                     | 1,7 kg  | 2,9 watts               |
| Détecteur de météorites  | General Electric                             | 3,3 kg  | 2,7 watts               |
| Détecteur de météorites  | NASA / Langley                               | 1,7 kg  | 0,7 watt                |
| Spectromètre ultraviolet | Université de Californie                     | 0,7 kg  | 0,7 watt                |
| Photopolarimètre         | Université de l'Arizona                      | 4,3 kg  | 2,2 watts               |
| Radiomètre infrarouge    | California Institute of Technology (Caltech) | 2 kg    | 1,3 watt                |
| Total                    |                                              | 29,6 kg | 24,3 watts              |

Au sein du système constitué par Jupiter et ses lunes, les sondes spatiales Pioneer 10 et 11 doivent :
- mesurer l'intensité, la direction et la structure du champ magnétique de Jupiter ;
- déterminer le nombre et l'énergie des électrons et des protons situés sur la trajectoire de la sonde spatiale ;
- rechercher les aurores polaires aux pôles de la planète géante ;
- collecter des données permettant de décrypter les deux types d'ondes radio émises par Jupiter ;
- cartographier les interactions entre le vent solaire et le système jovien ;
- mesurer la température de l'atmosphère de Jupiter et de certaines de ses lunes ;
- déterminer la structure des couches supérieures de l'atmosphère de Jupiter ;
- cartographier la structure thermique de Jupiter ;
- réaliser des images détaillées en deux couleurs de Jupiter durant son survol ;
- sonder l'atmosphère de Jupiter en utilisant la technique de l'occultation de l'atmosphère par les ondes radio émises par la sonde en bande S ;
- étudier les lunes galiléennes pour déterminer plus précisément leur taille et leurs principales caractéristiques physiques ;
- collecter des données sur les orbites de Jupiter et de ses lunes permettant de calculer leurs éphémérides avec une plus grande précision.

### Instruments scientifiques
Pour remplir ces objectifs, les sondes spatiales Pioneer emportent 11 instruments scientifiques, représentant une masse de 29,6 kg :
- le magnétomètre vectoriel à hélium HVM (Helium Vector Magnetometer) ;
- un analyseur PA (Plasma Analysator') utilisé pour étudier le plasma du vent solaire ;
- le détecteur de particules chargées CPI (Charged Particle Instrument) utilisé pour détecter les rayons cosmiques ;
- l'instrument GTT (Geiger Tube Telescope) qui est un compteur Geiger chargé de déterminer l'intensité, le spectre énergétique et la distribution angulaire des électrons et des protons durant la traversée de la ceinture de radiations de Jupiter ;
- un détecteur de particules chargées TRD (Trapped Radiation Detector) ;
- un détecteur d'astéroïdes chargé de mesurer la densité des astéroïdes présents dans la ceinture d'astéroïdes ;
- un détecteur de micrométéorites comprenant 12 panneaux montés sur le dos de l'antenne parabolique ;
- le photomètre ultraviolet UV (Ultraviolet Photometry) chargé de déterminer les quantités d'hydrogène et d'hélium présents dans l'espace interplanétaire et dans l'atmosphère de Jupiter ;
- le photopolarimètre imageur IPP (Imaging Photopolarimeter) exploitant la rotation de la sonde pour prendre des photos larges de 0,03 degré de Jupiter avec des filtres bleu et rouge permettant de reconstituer une image complète de la planète ;
- un radiomètre infrarouge pour mesurer la température des nuages de Jupiter et la chaleur évacuée dans l'espace par cette planète.

Les instruments scientifiques
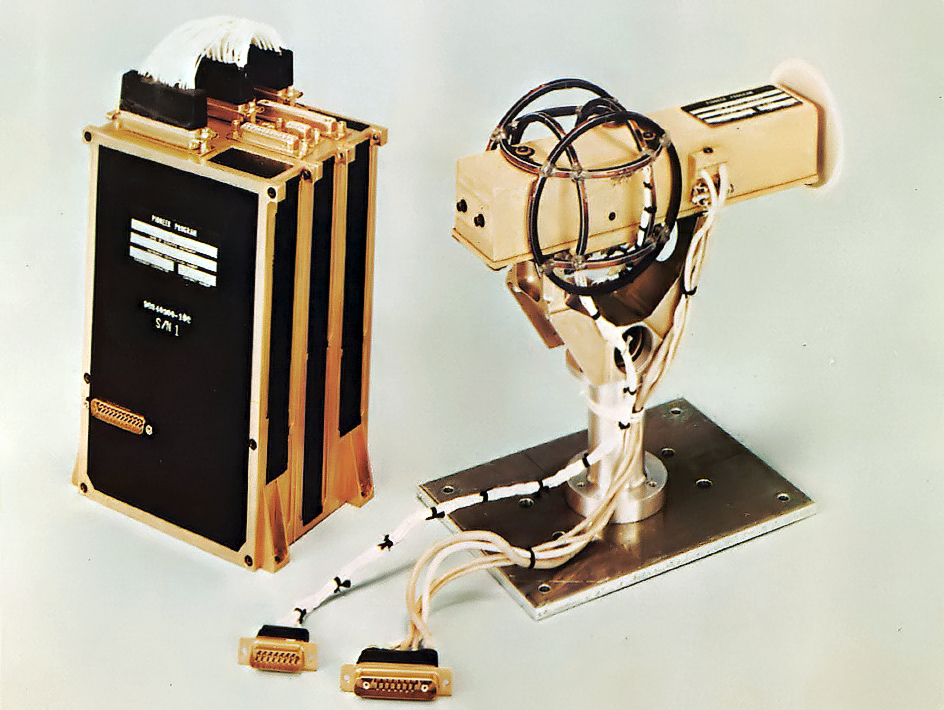
Magnétomètre vectoriel.
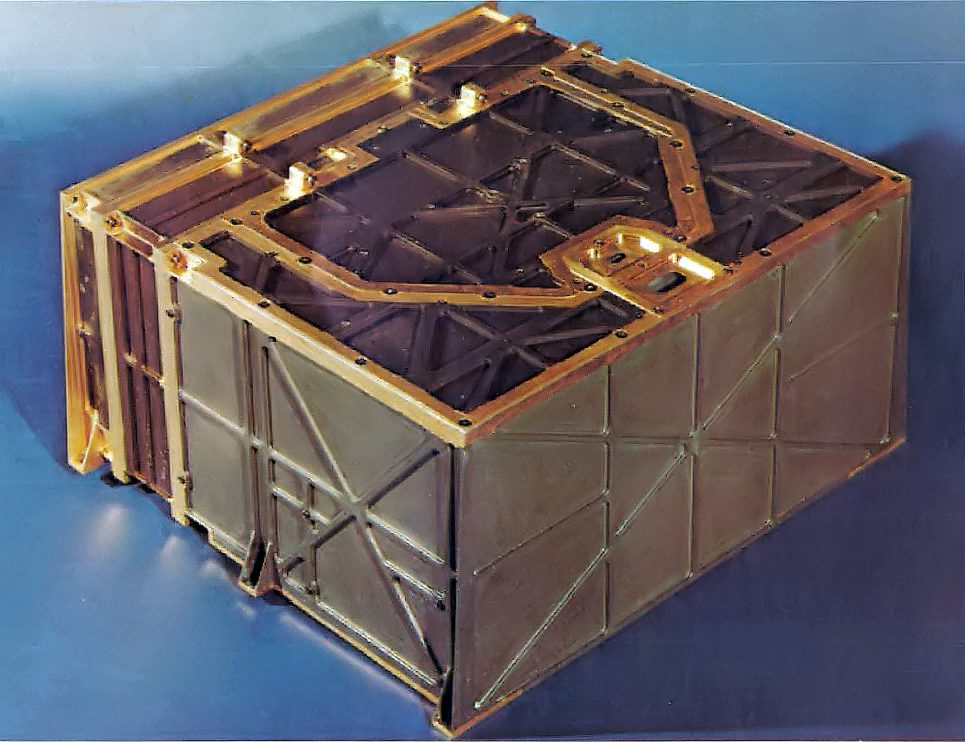
Analyseur de plasma.
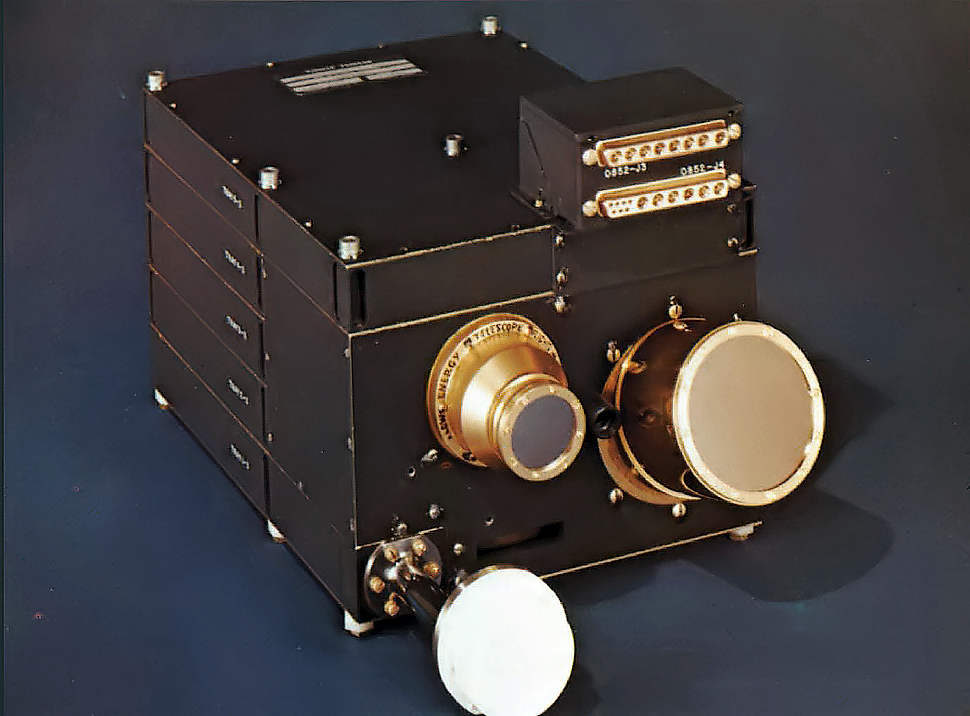
Détecteur de rayons cosmiques CPI.

## Résultats de la mission
Les sondes Pioneer 10 et 11 ont produit des résultats scientifiques notables :
- découverte que Jupiter comme le Soleil dégage un excédent significatif de chaleur ;
- première mesure de la proportion d'hélium présent dans l'atmosphère de Jupiter ;
- estimation de la température de l'atmosphère et réalisation d'une première carte de la pression atmosphérique (à 0,03 bar, la température est de −163 °C) ;
- mesures du champ de gravité permettant d'évaluer la densité de Jupiter. Cela permet d'en déduire que la planète ne dispose que d'un très petit noyau rocheux, voire aucun ;
- mesure de la taille et de la masse des quatre satellites galiléens. Première photo de ces lunes avec une résolution de 170 à 400 km par pixel ;
- découverte d'une ionosphère autour de Io ;
- observation de la Grande Tache rouge : celle-ci se situe au-dessus de la couverture nuageuse ;
- observation des ceintures de radiation, dix fois plus fortes que prévu ;
- découverte de la grande taille du champ magnétique de Jupiter, sept ou huit fois plus intense que le champ magnétique terrestre.

Photos du système de Jupiter
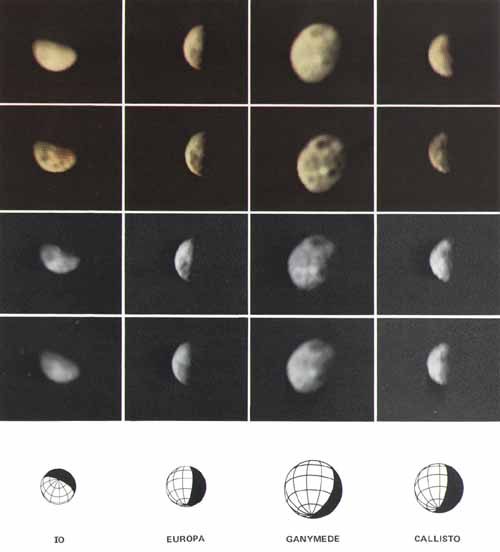
Les quatre lunes principales de Jupiter photographiées par Pioneer 10.
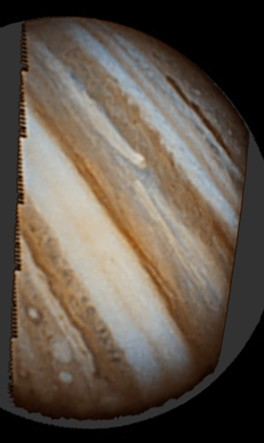
Jupiter photographié par Pioneer 10.
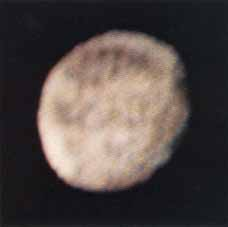
Ganymède.

### AnomaliePioneer
Dans les années 1980, les scientifiques de la NASA remarquent que la sonde se déplace moins vite que prévu. Cette décélération est très faible, de l'ordre de 8 × 10−10 m/s2. Cette anomalie est initialement mise sur le compte d'une erreur dans les calculs ou bien d'un défaut de la sonde spatiale. Mais quelques années plus tard, le même écart de vitesse est constaté sur la sonde Pioneer 11. Après avoir tenté, en vain, de l'expliquer, cette anomalie baptisée « anomalie Pioneer » fait l'objet de nombreuses études et spéculations. Les explications les plus spectaculaires remettent en cause les lois de la mécanique céleste telles qu'elles ont été établies ou avancent un effet de la matière noire. Finalement, une explication beaucoup plus prosaïque est découverte en 2011. La chaleur produite par les générateurs thermoélectriques à radioisotope est émise de façon isotrope, mais une fraction significative de celle qui est rayonnée en direction du dos de l'antenne est réfléchie par celle-ci dans la direction opposée, c'est-à-dire vers l'opposé du Soleil, provoquant par réaction une faible accélération résiduelle vers le Soleil.

## Chronologie
- 3 mars 1972 : lancement de la sonde[11].
- 15 juillet 1972 : la sonde entre dans la ceinture d'astéroïdes[18].
- 3 décembre 1973 : Pioneer 10 envoie les premières images de Jupiter en gros plan.
- 13 juin 1983 : Pioneer 10 dépasse l'orbite de Neptune, alors la planète la plus éloignée du Soleil du fait de la forte excentricité de l'orbite de Pluton.
- 31 mars 1997 : fin de la mission[11].
- 17 février 1998 : célèbre pour être jusqu’à cette date l'objet fabriqué par l'homme le plus éloigné de la Terre. À cette date, la distance au soleil de la sonde Voyager 1, en direction approximative de l'apex, a égalé celle de Pioneer 10 à 69,419 ua. À partir de cette date, la vitesse d'éloignement de Voyager 1 dépasse celle de Pioneer 10 d'environ 1,016 ua par an.
- 2 mars 2002 : réception réussie de télémesure. Trente-neuf minutes de données sont reçues depuis une distance de 79,83 ua.
- 27 avril 2002 : dernière réception réussie de télémesure. Trente-trois minutes de données sont reçues depuis une distance de 80,22 ua (plus de 12 milliards de km).
- 23 janvier 2003 : le dernier signal, très faible, en provenance de Pioneer 10 est reçu[11].
- 7 février 2003 : tentative infructueuse de contact avec la sonde[11].
- 30 décembre 2005 : Pioneer 10 est à 89,7 ua du Soleil.
- 4 mars 2006 : dernière tentative d'entrer en contact avec la sonde, sans réponse.

## Suite du programmePioneer
L'année même du lancement de Pioneer 10, la NASA lance le développement de deux nouvelles sondes spatiales chargées d'étudier avec des capacités accrues les planètes supérieures du Système solaire. Les sondes spatiales du programme Voyager sont beaucoup plus lourdes : 800 kg dont 100 kg d'instrumentation scientifique contre les 270 kg des sondes spatiales Pioneer (dont 30 kg d'instruments scientifiques). Elles bénéficient des dernières avancées dans le domaine de la technologie spatiale : elles disposent d'un ordinateur de bord qui permet l’exécution d'opérations complexes sans intervention des contrôleurs sur Terre et sont stabilisées sur trois axes, ce qui permet des prises d'images détaillées de grande qualité. Voyager 2 exploite une conjonction des planètes supérieures exceptionnelle qui lui permet d'enchaîner le survol de Jupiter, Saturne, Uranus et Neptune en utilisant l'assistance gravitationnelle de chaque planète pour se diriger vers la suivante. Lancées en 1977, les deux sondes spatiales développées par le Jet Propulsion Laboratory fournissent des informations détaillées sur l'atmosphère de Jupiter, de Saturne et d'Uranus. Elles révèlent de nombreux détails sur la structure des anneaux de Saturne, permettent de découvrir les anneaux de Jupiter et fournissent les premières images détaillées des anneaux d'Uranus et de Neptune. Elles identifient en tout 33 nouvelles lunes et mettent en évidence l'activité volcanique de la lune Io et la structure étrange de la surface du satellite galiléen Europe. Les sondes Voyager, qui devraient continuer à fonctionner jusqu'en 2025, explorent désormais les limites de l'héliosphère, région de l'espace placée sous l'influence du Soleil, et étudient le milieu interstellaire.

## Troisième sonde spatiale,Pioneer-H
Une troisième sonde spatiale, identique aux sondes spatiales Pioneer 10 et Pioneer 11 et baptisée « Pioneer-H », est construite. Le centre de recherche Ames étudie en 1971 son utilisation dans le cadre d'une mission destinée à explorer le milieu interplanétaire en quittant le plan de l'écliptique (Out-of-the-Ecliptic Mission). La sonde spatiale, lancée par un lanceur lourd Titan IIIE-Centaur, doit quitter le plan de l'écliptique en utilisant l'assistance gravitationnelle de la planète Jupiter et se placer sur orbite héliocentrique avec une inclinaison orbitale de 92.5°. Sur sa nouvelle orbite, la sonde spatiale doit étudier les pôles du Soleil en passant à une unité astronomique du pôle nord et 2 ua du pôle sud. Le projet, proposé par le centre de recherche Ames de la NASA en 1973, n'est pas retenu mais les études réalisées sont utilisées pour définir les caractéristiques et les objectifs de la mission Galileo.